# Nam Châu

Vị trí tại Bình Đông

Nam Châu (tiếng Trung: 南州鄉; bính âm: Nánzhōu Xiāng) là một hương (xã) của huyện Bình Đông, tỉnh Đài Loan, Trung Hoa Dân Quốc (Đài Loan). Hương có địa hình bằng phẳng và nền kinh tế dựa vào nông nghiệp. Tổng diện tích Nam Châu là 18,9700 km², dân số vào tháng 8 năm 2011 là 11.579 người thuộc 3.673 hộ gia đình, mật độ cư trú đạt 610,4 người/km².